# Roll with It
〈Roll with It〉은 영국의 록 밴드 오아시스의 곡으로, 리드 기타리스트 노엘 갤러거가 작곡하였다. 1995년 8월 14일, 크리에이션 레코드를 통해 발매되었으며, 이 곡은 오아시스의 두 번째 스튜디오 음반 《(What's the Story) Morning Glory?》  (1995년)의 두 번째 싱글이다. 이 곡은 블러의 싱글 〈Country House〉와의 치열한 차트 경쟁 속에서 큰 주목을 받았으며, 이 경쟁은 "브릿팝 전쟁"으로 불렸다. 〈Roll with It〉은 영국 싱글 차트에서 2위를 기록하였다.

## 블러와의 대결
〈Roll with It〉은 블러의 소속 음반사인 푸드 레코드가 싱글 〈Country House〉의 원래 발매일을 앞당겨 차트에서 이를 이기기 위해 전략을 취하면서 큰 주목을 받았다. 이로 인해 훗날 "브릿팝 전쟁"으로 알려진 사건이 촉발되었다. 영국 언론은 이미 두 밴드 사이의 치열한 라이벌 관계를 보도하고 있었으며, 이 발매 충돌은 차트 1위를 둘러싼 전면적인 경쟁으로 여겨졌다. 이 미디어 현상은 양측 진영(특히 노엘과 리암 갤러거, 데이먼 알반, 알렉스 제임스)의 말다툼으로 인해 더욱 고조되었고, 이는 음악 산업을 넘어 두 밴드가 저녁 뉴스에 정기적으로 등장할 정도로 확대되었다. 특히 대중의 상상력을 자극한 것은 "노동자 계급" 오아시스와 "중산층" 블러의 대비였다. 결국 블러의 〈Country House〉는 274,000장을 판매하며 1위를 차지했고, 오아시스의 〈Roll with It〉은 216,000장을 판매하며 2위를 기록했다. 두 싱글은 각각 1위와 2위에 올랐다.

## 주제
이 노래는 너 자신이 되는 것의 중요성을 설파한다는 점에서 〈Supersonic〉과 같은 몇몇 다른 오아시스 노래들과 같다.

## 곡 목록
| - 영국 CD 싱글 (CRESCD 212) 1. "Roll with It" 2. "It's Better People" 3. "Rockin' Chair" 4. "Live Forever" (Live at Glastonbury '95) - 영국 7인치 싱글 (CRE 212) A. "Roll with It" B. "It's Better People" - 영국 12인치 싱글 (CRE 212T) A1. "Roll with It" B1. "It's Better People" B2. "Rockin' Chair" | - 영국 카세트 싱글 (CRECS 212) 1. "Roll with It" 2. "It's Better People" - 오스트레일리아 CD 싱글 (662325 5) 1. "Roll with It" 2. "Talk Tonight" 3. "Acquiesce" 4. "Headshrinker" |

## 참여 인원
- 리암 갤러거 - 리드 보컬, 탬버린
- 노엘 갤러거 - 리드 기타와 어쿠스틱 기타, 백 보컬
- 폴 아서스 - 리듬 기타
- 폴 맥기건 - 베이스 기타
- 앨런 화이트 - 드럼

## 인증
| 국가                               | 인증     | 판매량/출하량 |
| ---------------------------------- | -------- | ------------- |
| 영국 (BPI)                         | 플래티넘 | 600,000       |
| 판매량+스트리밍을 기반으로 한 인증 |          |               |